# CL1358+62
CL 1358+62（ClG 1358+62）是一個紅移 z＝0.33的。它本身位於大約39億光年的距離處，在它的後面被透鏡化成紅色弧線的是一個嬰兒星系（CL 1358+62 G1），那是幾個月來可觀測宇宙中最遠的天體。1997年7月31日，M.Franx和G.Illingsworth發現了它，紅移z＝4.92，創下了歷史新高。它位於距離地球約260億光年的地方。它的紅移是在發現後不久由凱克望遠鏡量測到的。與G1一起，另一個星系也被發現有被透鏡化，其紅移z=4.92（CL 1348+62 G2）。這對星系是自20世紀60年代以來，除類星體外，第一批被稱為最遙遠天體的星系。直到第一個紅移超過z= 5的天體，z=5.34的RD1在1998年3月11日被發現之前，這對星系一直是已知距離最遠的天體。

## 外部連結
- Announcement of discovery on Hubble Telescope site （页面存档备份，存于）
- NASA Astronomy Picture of the Day: Announcement of discovery by NASA (31 July 1997)
- ESA-Hubble （页面存档备份，存于）